# Алдабергенов, Адылбек Калибекович
Адылбек Калибекович Алдабергенов (каз. Әділбек Қалибекұлы Алдабергенов; род. 6 февраля 1961) — государственный и военный деятель Республики Казахстан, заместитель начальника Генерального штаба Вооружённых сил Республики Казахстан (2016—2021), генерал-майор (2007).

## Биография
Родился 6 февраля 1961 года в Восточно-Казахстанской области Казахской ССР, происходит из племени найман.
В 1979 году призван на срочную службу в ряды ВС СССР.
В 1980 году, после года срочной службы, поступил на обучение в Рязанское высшее воздушно-десантное командное училище.
В 1984 году окончил Рязанское высшее воздушно-десантное командное училище.
В 1984 начал офицерскую службу с должности командир группы специального назначения в 22-й отдельной бригаде специального назначения (в/ч 42610) САВО, г. Капчагай Алматинской области КазССР.
С апреля 1985 по сентябрь 1986 года — командир группы специального назначения в 186-м отдельном отряде специального назначения в составе 22-й отдельной бригады специального назначения, дислоцированного в н.п. Шахджой провинции Забуль Демократической Республики Афганистан. Лейтенант Алдабергенов отличился первым результативным рейдом в боевой истории отряда, по организации засады на караван противника.
За боевые заслуги в 1986 году Алдабергенов был награждён орденом Красной Звезды.
1986—1988 — командир группы специального назначения, заместитель командира роты в 546-м отдельном учебном полку специального назначения (в/ч 71170) САВО, г. Капчагай.
1988—1991 — командир разведывательной роты 3-й отдельной гвардейской бригады специального назначения (в/ч 83149) в составе ГСВГ, г. Фюрстенберг ГДР.
1991—1992 — начальник штаба — заместитель командира отряда специального назначения 3-й отдельной гвардейской бригады специального назначения (в/ч 21208) ПУрВО, н.п. Рощинский Самарской области России.
В 1992 году перевёлся на службу в Вооружённые силы Республики Казахстан.
1992—1993 — заместитель командира, командир парашютно-десантного батальона 35-й отдельной гвардейской воздушно-десантной бригады (в/ч 32363), г. Капчагай.
1993—1995 — слушатель Военной академии имени Фрунзе.
1995—1998 — начальник штаба — заместитель командира 35-й отдельной гвардейской десантно-штурмовой бригады (в/ч 32363), г. Капчагай.
1998—2001 — командир 35-й отдельной гвардейской десантно-штурмовой бригады (в/ч 32363), г. Капчагай.
2001—2004 — заместитель командующего — начальник штаба, первый заместитель Мобильных сил ВС РК.
2004—2007 — начальник штаба, первый заместитель командующего Регионального командования «Запад» (РгК «Запад»).
7 мая 2007 года указом Президента Республики Казахстан № 323, Алдабергенову присвоено воинское звание генерал-майор.
2007—2008 — начальник штаба, первый заместитель командующего Регионального командования «Восток» (РгК «Восток»).
2008—2009 — начальник Главного разведывательного управления Министерства обороны Республики Казахстан.
Июль 2009 года — февраль 2013 года — командующий аэромобильными войсками сухопутных войск ВС РК.
С 13 февраля 2013 по 22 октября 2016 года — первый заместитель Главнокомандующего, начальник штаба сухопутных войск ВС РК.
С 22 октября 2016 года — заместитель начальника Генерального штаба Вооружённых сил Республики Казахстан.
В марте 2021 года генерал-майор Алдабергенов вышел в запас по возрасту.
При выходе на пенсию генерал-майор запаса Алдабергенов был утверждён на пост советника министра обороны Республики Казахстан.

## Награды
- Орден Красной Звезды
- Орден «Айбын» II степени
- Орден «Данк» II степени
- Орден «Данк» I степени (6 мая 2019 года)[7]
- 14 медалей